# Cerro Murallón
El cerro Murallón es una montaña glaciarizada de la cordillera de los Andes en la Patagonia, ubicada en el borde oriental del campo de hielo patagónico sur al sudoeste del lago Viedma y al noroeste del lago Argentino, en el límite entre Argentina y Chile. 
Del lado argentino el cerro forma parte desde 1937 del parque nacional Los Glaciares, en el departamento Lago Argentino de la provincia de Santa Cruz, que fue declarado Patrimonio de la Humanidad por la Unesco en 1981. Del lado chileno hace parte desde 1969 del parque nacional Bernardo O'Higgins, en la comuna de Natales de la provincia de Última Esperanza en la región de Magallanes y de la Antártica Chilena. Según algunas fuentes su altura es de 2656 m s. n. m. y según otras es de 2831 m s. n. m.
Su nombre se debe a la inmensa pared granítica que presenta. El cerro Murallón fue fotografiado por primera vez por el misionero salesiano Alberto María de Agostini en 1949 y su primera ascensión fue realizada por Eduardo García, Cedomir Marangunic, Eric Shipton y Jack Ewer el 24 de enero de 1961 por su cara oeste. La primera escalada a la pared noreste la realizaron en 1984 los italianos Carlo Alde, Casimiro Ferrari y Paolo Vitali.
El cerro Murallón es un hito topográfico acordado en 1898 en las actas de los peritos demarcadores de la frontera argentino chilena, por ser una cumbre divisoria continental de aguas. Fue confirmado definitivamente como hito fronterizo en el acuerdo para precisar el recorrido del límite desde el Monte Fitz Roy hasta el Cerro Daudet entre ambos países el 16 de diciembre de 1998.
El cerro está rodeado por sus lados norte y sur por los glaciares Murallón (que lo separa del cerro Don Bosco) y Cono (que lo separa del cerro Cono), los cuales desembocan en el glaciar Upsala que rodea su lado oriental. Este glaciar desagua en el lago Argentino, que por medio del río Santa Cruz es afluente del océano Atlántico. Por su lado occidental limita con el altiplano Italia del campo de hielo patagónico sur, cuya pendiente de hielo llega al océano Pacífico por medio de los glaciares que desaguan en el fiordo Falcón, que continúa en el canal Icy y en el canal Wide.